# Lloyd Lewis
Lloyd Downs Lewis est un journaliste, historien américain.
Après douze années comme agent publicitaire pour Balaban and Katz, en 1930, il rejoignit le Chicago Daily News comme critique dramatique.